# 奉天悦来栈旧址
奉天悦来栈是一家曾位于沈阳地区的旅馆，其旧址位于位于辽宁省沈阳市和平区中山路2号。目前，悦来栈旧址作为中东铁路建筑群的重要组成部分被中华人民共和国国务院批准为全国重点文物保护单位。

## 历史沿革
1916年5月，长春连锁客栈商人祖宪庭在奉天开设奉天悦来栈。奉天悦来栈沿袭了长春悦来栈的建筑风格，重檐翘角，亭台楼阁。1919年1月17日，悦来栈因电源短路引发火灾，原建筑被烧毁。1921年，悦来栈在原址重建，并改为了与奉天驿周围建筑相适应的辰野式建筑风格。重建后的悦来栈设有客房百余间、会客室、电梯等设施。满洲国时期，悦来栈被满铁占用，并更名为沈阳寮。1950年，原奉天悦来栈改造为国营沈阳饭店，现为沈阳医药大厦。

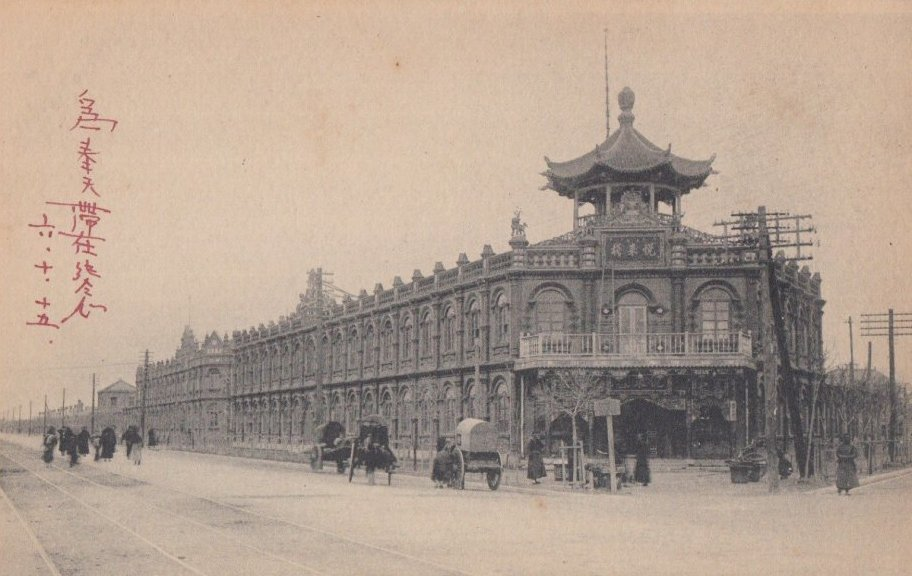
火灾前的悦来栈
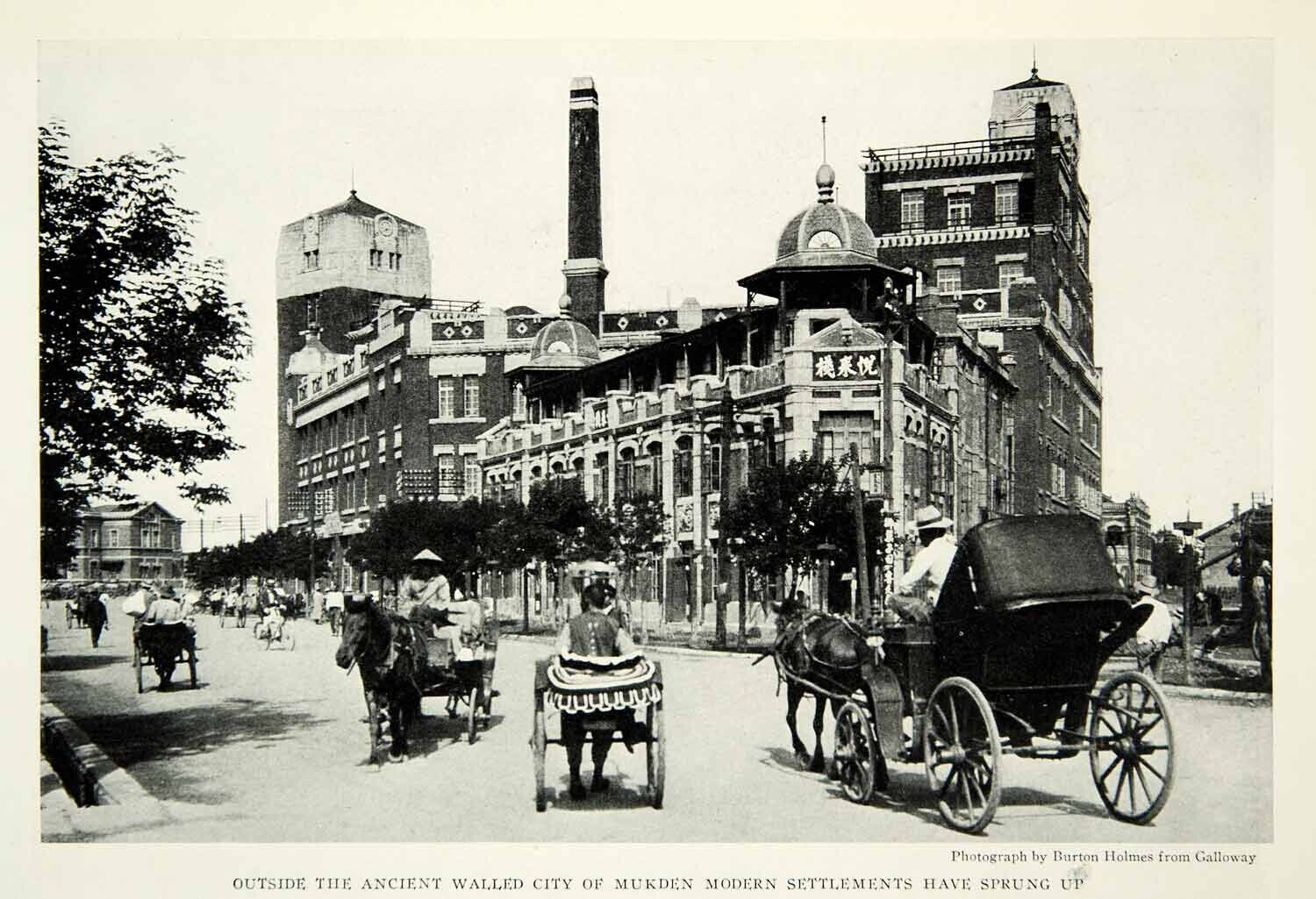
重修后的悦来栈
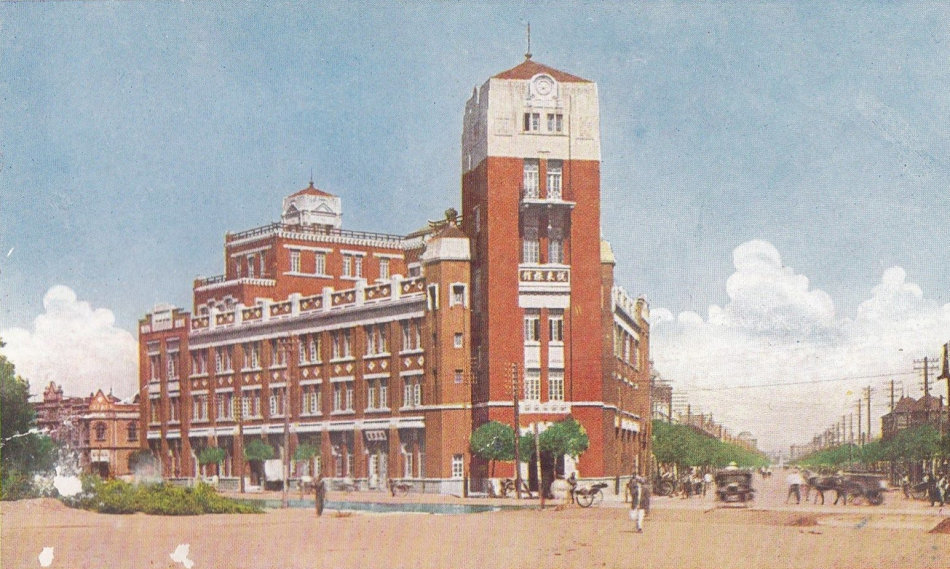
扩建后的悦来栈，牌匾上的店名是“悦来旅馆”

## 建筑
现存悦来栈旧址为钢筋混凝土结构，主体地上三层，塔楼为六层，建筑面积为5424平方米。大楼建筑外罩面为红砖砌筑，立面结构采用白色石带装饰。建筑内有天井，是当时奉天满铁附属地流行的辰野式风格建筑。